# Великий Дука

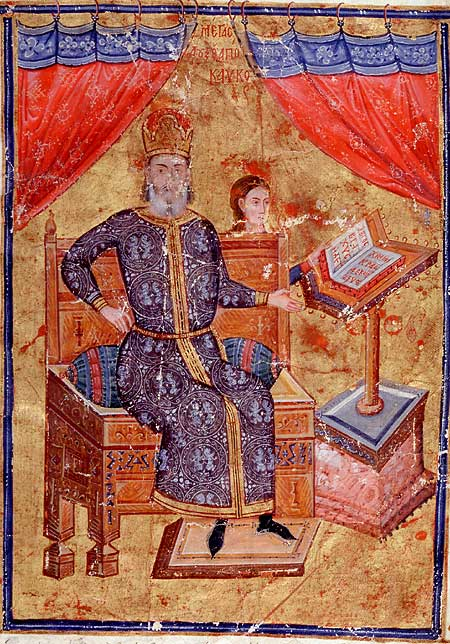
Мега Дука Олексій Апокаукос

Великий Дука або Мега Дука (грец. μέγας δούξ; «великий князь») — одна з найвищих посад в ієрархії пізньої Східної Римської (Візантійської) імперії. Також позначала головнокомандувача флотом імперії.
За часів Київської Русі на українських землях трансформувалось в титул Великий князь. В англійській мові використовується титул megaduke або megadux. Грецьке слово «дука» є елінізованою формою римського титулу dux, що означає лідер, вождь, князь, командир або полководець.

## Історія
Титул відомий з часів Олексія I Комніна (правління 1081—1118), який реформував занедбаний візантійський флот і об'єднав залишки його різних провінційних ескадр в єдину силу під керівництвом megas doux. Шваґро імператора Іван Дука (мегадука) вважається першим, хто отримав цей титул, 1092 року, коли йому доручили придушити повстання сельджуцького еміра Чака-бея. Однак існує документ, датований груднем 1085 року, де чернець Мікетас підписується як наглядач маєтків неназваного великого дуки. Посада «дука флоту», з подібними обов'язками і, можливо, попередник посади великого дуки, також згадується бл. 1086 року щодо Мануїла Бутумита, а також 1090 року щодо Костянтина Далассеноса.
Великий Дука був одним із вищих посадових осіб у Східній Римській Імперії та переважно брав участь у центральному уряді та різноманітних військових кампаніях, але фактичне управління цими провінціями покладалося на претора провінцій та різних місцевих керівників.
У 12 столітті на посадах Великого дуки переважали представники родини Контостефанів. Один із її членів, Андронік Контостефан, був одним із найважливіших наближених імператора Мануїла I Комніна (правління 1143—1180), допомагаючи йому в керуванні Імперією та в досягненні багатьох сухопутних і морських перемог.
Після знищення візантійського флоту під час Четвертого хрестового походу титул Великий ДУка зберігся як почесний в Нікейській імперії. Михайло VIII Палеолог (правління 1259—1282) прийняв цей титул, коли став регентом Івана IV Ласкаріса (правління 1258—1261), перш ніж стати співімператором.
Титул використовувся і в Латинській імперії, де в бл. 1207 року латинський імператор надав острів Лемнос і спадковий титул megadux венеційцю (можливо, змішаного грецького та венеційського походження) Філокало Навігайозо — «imperiali privilegio Imperii Megaducha est effectus».Його нащадки успадкували титул і правління островом Лемносом, поки їх не вигнали візантійці у 1278 році.
«Книга посад» (Тактикон) Псевдо-Кодіноса, середини XIV століття, подає ознаки Великого Дуки у вигляді одягу: золотисто-червоного скіадіонового капелюха, прикрашеного вишивкою в стилі klapoton, без вуалі. Крім того, можна було носити куполоподібний капелюх скаранікон, знову ж таки червоно-золотий і прикрашений золотим ланцюжком, із портретом імператора, що стоїть попереду, і самого власника, що стоїть позаду трону. Великий Дука також носив багату шовкову туніку, каббадіон, і міг сам вибрати тканину «з тих, що є в ужитку». Його службовий жезл (диканикій) мав різьблені ланки та набалдашники з золота, облямовані срібною тасьмою. Псевдо-Кодінос також пише, що в той час як інші військові кораблі майоріли під «звичайним імперським прапором» із хрестом і вогнепалами, на флагманському кораблі Мега Дуки було зображення імператора верхи на коні. Його підлеглими чиновниками були великий друнгарій флоту, амералій, протокоміт, молодші другарії та коміти.
Велике князівство Київське (Київська Русь), тісно взаємодіючи зі Східною Римською імперією, в Х столітті перейняла у неї не лише християнство й церковну ієрархію, але й деякі аспекти політичної структури. Монархи Київської держави носили титули Великий князь.
Сербська імперія, заснована в 1346 році королем Стефаном Душаном, прийняла різні візантійські титули, серед яких титул Великий Дука, який став «великим воєводою» (veliki vojvoda), хоча і без будь-яких морських конотацій. Цю посаду займали високопоставлені шляхтичі, такі як Йован Уґлєша та Йован Олівер.
У валенсійському епічному романі Жуанота Мартуреля «Тирант Білий», написаному 1490 року, головний герой, прибуваючи до Константинополя, стає візантійським Великим Дукою. Ця вигадана історія мала у своїй основі реально відомі випадки призначення на цю посаду іноземців.
В українській традиції до кінця ХІХ століття було прийнято називати багатих та заможних людей «Великий дука».